# Oops!... I Did It Again
Oops!... I Did It Again là album phòng thu thứ hai của ca sĩ người Mỹ Britney Spears, phát hành ngày 3 tháng 5 năm 2000 bởi Jive Records. Sau thành công lớn của album đầu tay ...Baby One More Time (1999) và ngay khi kết thúc chuyến lưu diễn cùng tên, Spears bắt đầu thu âm album tiếp theo vào tháng 9 năm 1999. Dưới áp lực bởi thành tích thương mại của ...Baby One More Time, cô hợp tác với nhiều nhà sản xuất như Max Martin, Rami Yacoub, Per Magnusson, David Kreuger, Kristian Lundin, Jake Schulze, Darkchild và Robert John "Mutt" Lange để tạo nên một đĩa hát pop, dance-pop và teen pop mang nhiều sắc thái tương đồng với album đầu tay, kết hợp với một số thể loại khác như funk và R&B. Ngoài ra, Spears cũng thể hiện lại "You Got It All" của The Jets trong những phiên bản quốc tế và "(I Can't Get No) Satisfaction" của The Rolling Stones. Sau khi phát hành, album nhận được những phản ứng tích cực từ các nhà phê bình âm nhạc, trong đó họ đánh giá cao quá trình sản xuất và chất giọng của nữ ca sĩ.
Oops!... I Did It Again gặt hái những thành công rực rỡ về mặt thương mại trên toàn cầu, đạt vị trí số một tại hơn 20 quốc gia. Tại Hoa Kỳ, album ra mắt ở vị trí số một trên bảng xếp hạng  Billboard 200 với 1.319 triệu bản được tiêu thụ, nắm giữ kỷ lục là album có doanh số tuần đầu cao nhất của một nghệ sĩ nữ trong 15 năm, trước khi bị phá vỡ bởi Adele với album 25 (2015), bán được hơn 3.38 triệu bản trong tuần ra mắt. Ngoài ra, đĩa hát còn nhận được một đề cử giải Grammy cho Album giọng pop xuất sắc nhất tại lễ trao giải thường niên lần thứ 43. Oops!... I Did It Again được chứng nhận đĩa Kim cương bởi Hiệp hội Công nghiệp Ghi âm Hoa Kỳ (RIAA), công nhận lượng đĩa tiêu thụ cán mốc mười triệu bản, trở thành album thứ hai liên tiếp của Spears đạt thành tích này và giúp cô trở thành nghệ sĩ trẻ nhất có nhiều album Kim cương. Tính đến nay, album bán được hơn 20 triệu bản trên toàn thế giới, trở thành một trong những album bán chạy nhất mọi thời đại.
Bốn đĩa đơn đã được phát hành từ Oops!... I Did It Again. Bài hát chủ đề gặt hái những thành công lớn về mặt thương mại, đạt vị trí quán quân tại 17 quốc gia và vươn đến vị trí thứ chín trên bảng xếp hạng Billboard Hot 100. "Lucky" lọt vào top 10 ở 16 quốc gia, nhưng chỉ đạt vị trí thứ 23 trên Billboard Hot 100. "Stronger" trở thành đĩa đơn bán chạy nhất album và đạt vị trí thứ 11 trên Billboard Hot 100. Đĩa đơn cuối cùng "Don't Let Me Be the Last to Know" chỉ gặt hái những thành công tương đối ở châu Âu và không thể lọt vào bảng xếp hạng ở Hoa Kỳ. Để quảng bá album, Spears xuất hiện và trình diễn trên nhiều chương trình truyền hình và lễ trao giải, bao gồm màn trình diễn gây tranh cãi tại giải Video âm nhạc của MTV năm 2000, đồng thời dẫn dắt và biểu diễn lần đầu tiên trên Saturday Night Live. Ngoài ra, nữ ca sĩ cũng thực hiện chuyến lưu diễn thứ ba trong sự nghiệp Oops!... I Did It Again Tour với 87 đêm diễn và đi qua Bắc Mỹ và châu Âu.

## Thu âm và sản xuất
—Spears nói về quá trình thu âm Oops!... I Did It Again.
Sau khi hoàn thành chuyến lưu diễn ...Baby One More Time Tour và trải qua kỳ nghỉ kéo dài sáu ngày vào tháng 9 năm 1999, Spears trở lại Thành phố New York vào ngày 20 tháng 9 để bắt đầu thu âm những bài hát cho album phòng thu thứ hai, họp tác với nhiều nhà sản xuất như Max Martin, Eric Foster White, Diane Warren, Robert Lange, Steve Lunt và Babyface. "Where Are You Now" và bản nhạc đính kèm ở một số phiên bản quốc tế "You Got It All"–một bản hát lại của The Jets–là những bài hát chưa được sử dụng từ quá trình thu âm album đầu tay ...Baby One More Time (1999). Bên cạnh đó, "Oops!... I Did It Again", "Walk on By", "What U See (Is What U Get)" và "Don't Go Knockin' on My Door" được thu âm tại Cheiron Studios của Martin trong tuần đầu tháng 11. Spears thu âm "Don't Let Me Be the Last to Know" tại biệt thự của Lange ở Thụy Sĩ vào tháng 12 năm 1999; Lange cũng đồng thời sản xuất bản nhạc. Quá trình thu âm được tiếp tục với "Stronger" và "Lucky", và cả hai được hoàn thiện cùng với bài hát chủ đề vào tháng 1 năm 2000.
Đến tháng 1, album lúc bấy giờ chưa được đặt tên đã hoàn thành được một nửa. Một số giai điệu và phần nhạc của "Girl in the Mirror" và "Can't Make You Love Me" được sản xuất vào mùa thu năm 1999 tại Thụy Điển, trước khi Spears thu âm giọng hát vào ngày 14 tháng 1 tại Parc Studios ở Orlando, Florida. Sau khi thu âm ở nhiều quốc gia, nữ ca sĩ quay lại Thành phố New York, hợp tác với Steve Lunt để thu âm "When Your Eyes Say It" của Diane Warren tại Battery Studios vào ngày 28 tháng 1, trước khi cô xuất hiện tại Total Request Live vào cùng ngày. "One Kiss from You" cũng được thu âm tại Battery Studios và hoàn thiện tại phòng thu 3rd Floor ở Thành phố New York. Spears cũng thực hiện bản thu nháp và thu âm "Dear Diary", sau này được hoàn thành tại East Bay Recording ở Tarrytown, New York và Avatar Studios ở Thành phố New York. Bản hát lại "(I Can't Get No) Satisfaction" được nữ ca sĩ thu âm với Rodney Jerkins tại Pacifique Recording Studios ở Los Angeles từ ngày 24 đến 26 tháng 2 năm 2000, sau giải Grammy lần thứ 42.
Spears chịu nhiều áp lực phải lặp lại thành công thương mại bùng nổ của ...Baby One More Time, chia sẻ rằng: "Phải nói là rất khó để đạt được con số 10 triệu bản. Nhưng sau khi nghe những bản nhạc mới và thu âm, tôi thực sự rất tự tin về điều đó." Khi phát hành album, Spears nói: "Tất nhiên là có một số áp lực", và tiếp tục: "Nhưng theo ý kiến của tôi, [Oops!] hay hơn album đầu tiên rất nhiều. Album này sắc sảo hơn – nhiều sắc thái biểu đạt hơn. Thể hiện con người tôi hơn, và tôi nghĩ khán giả trẻ sẽ kết nối nhiều hơn qua album." Geoff Mayfield, giám đốc bảng xếp hạng Billboard, cho rằng quyết định phát hành Oops!... I Did It Again chỉ sau hơn một năm kể từ khi Spears ra mắt là "thời điểm rất thông minh. Triết lý của tôi là khi bạn có nền tảng người hâm mộ trẻ, hãy chinh phục họ khi bạn vẫn đang có sức hút lớn."

## Nhạc và lời
Oops!... I Did It Again được coi là phần tiếp theo của ...Baby One More Time, thấm đẫm sự pha trộn được lập trình bài bản giữa pop, funk, R&B và power ballad. Spears cho biết trong một bài phỏng vấn rằng album thể hiện âm hưởng pop mang hơi hướng R&B trưởng thành hơn. "Đây không phải điều tôi chủ đích thay đổi", Spears nói về âm nhạc của album và tiếp tục: "Đây chỉ là thứ gì đó tự thay đổi khi tôi trưởng thành. Giọng hát của tôi đã thay đổi đôi chút và tôi tự tin hơn, và tôi nghĩ điều đó cũng phản ánh qua chất liệu nhạc." Rodney "Darkchild" Jerkins nói về việc hợp tác với Spears cho bản hát lại "(I Can't Get No) Satisfaction" của The Rolling Stones: "Bài hát sẽ gây sốc cho mọi người. Ở đó có dư vị của bản gốc, nhưng sẽ là một phiên bản đậm chất năm 2000 — rất mới mẻ với tai người nghe. Điều đó thật thú vị, vì những người từng đánh giá cao bản gốc sẽ yêu thích bản nhạc. Và tôi đã khiến tác phẩm trở nên mới mẻ và trẻ trung đến mức những đứa trẻ hâm mộ Britney cũng sẽ yêu thích. Bài hát sẽ thu hút cả khán giả trưởng thành lẫn trẻ tuổi." Spears đã làm việc với Robert "Mutt" Lange trong "Don't Let Me Be the Last to Know", nói với MTV News: "Bài hát này khi nghe qua thật trong sáng và tinh tế. Đây là một trong những bản nhạc sẽ thu hút mọi người" và nói thêm: "Tôi nghĩ họ viết riêng bài hát này cho tôi, bởi vì nếu bạn thực sự nghe qua phần lời  ... chúng giống như có sự liên hệ đến tôi, vì lời bài hát khá trẻ trung. Tôi không nghĩ Shania sẽ hát một số ca từ tôi đề cập đến."
Oops!... I Did It Again mở đầu bằng bài hát chủ đề, nhận về nhiều sự so sánh với đĩa đơn đầu tay của cô, "...Baby One More Time" (1998), có đoạn bassline slap và pop, hợp âm tổng hợp và beat cơ học. Về mặt ca từ, bài hát nói về việc cô gái cảnh báo người yêu quá chủ động: "Oops, you think I'm in love / That I'm sent from above / I'm not that innocent." Bài hát cũng được xen kẽ bằng một đoạn thoại, trong đó có một câu nói liên quan đến bộ phim Titanic (1997). Bài hát thứ hai "Stronger" là một bản synthpop đậm chất R&B, với nội dung như một lời tuyên bố độc lập, trong đó cô gái rời bỏ người bạn trai coi cô như vật sở hữu. Câu hát "My loneliness ain't killing me no more" liên quan đến câu "My loneliness is killing me" trong đĩa đơn đầu tay "...Baby One More Time". Một bài hát khác mang hơi hướng R&B cũng như kết hợp với funk, "Don't Go Knocking on My Door" nói về một cô gái tự tin tiến lên phía trước sau khi chia tay. "(I Can't Get No) Satisfaction" bắt đầu bằng tiếng gảy đàn guitar êm ái và những tiếng thủ thỉ đầy hơi thở, cho đến khi những tiếng bước chân vang lên, biến bài hát thành một bản urban. Ngoài ra, bản hát lại dance-pop cũng lược bỏ câu hát cuối cùng của bản gốc và thay lời mới (từ "how white my shirts could be" thành "how tight my skirt should be"). "[Thu âm bài hát] là ý tưởng của tôi", Spears nói: "Tôi kiểu như, 'Tôi thích bài hát này', và tôi nghĩ đây sẽ là sự kết hợp rất thú vị khi làm việc với [Jerkins] và thể hiện một bài hát sôi nổi như vậy."
Bản nhạc thứ năm "Don't Let Me Be the Last to Know" được đồng sáng tác bởi ca sĩ kiêm nhạc sĩ country pop Shania Twain và người chồng lúc bấy giờ của cô là Lange, người cũng sản xuất bài hát. Đây là một bản ballad với phần riff đàn phím mượt mà và cách sản xuất tạo cảm giác xa hoa đặc trưng của Lange, trong đó Spears thử nghiệm một chút "cách hát đồng quê" khi cô cầu xin người yêu tiết lộ cảm xúc của anh ấy: "My friends say you're into me ... but I need to hear it straight from you". "What U See (Is What U Get)" nói lên cảm giác muốn được tôn trọng bằng cách chê trách người yêu hay ghen, trong khi "Lucky" là câu chuyện đau lòng về sự cô đơn của một ngôi sao Hollywood mới nổi, chứng minh rằng danh tiếng có thể vô nghĩa: "If there's nothing missing in my life/Then why do these tears come at night?". "Tình cảm trường học" là nội dung chủ đề của "One Kiss from You", một bài hát theo phong cách reggae và phần lời nói về cảm giác và sự nhanh chóng khi yêu, trong đó cô gái thì thầm rằng chỉ sau một nụ hôn, cô có thể nhìn thấy toàn bộ tương lai của mình với người yêu. Bản ballad "Where Are You Now" nói về việc muốn biết người yêu cũ đang ở đâu và đã làm gì, để nhân vật chính có thể để họ ra đi và kết thúc mọi thứ. Những câu hát trong bản Europop "Can't Make You Love Me" chỉ ra rằng xe hơi sang trọng và tiền bạc không là gì so với tình yêu đích thực, khi Spears hát: "I'm just a girl with a crush on you." Bản nhạc nhịp độ trung bình với tiếng synth hỗ trợ "When Your Eyes Say It", được viết bởi nhạc sĩ Diane Warren, kết hợp dàn dây với nhịp điệu hip hop, trong khi Spears ra mắt sáng tác của riêng mình với bản ballad "Dear Diary", mà cô xem như tự truyện. Trong bài hát, nữ ca sĩ hát về việc muốn trở nên "hơn cả tình bạn" với một chàng trai.

## Phát hành và quảng bá
Cuối năm 1999, Spears quảng bá cho Oops!... I Did It Again lúc bấy giờ chưa phát hành ở Châu Âu, xuất hiện trên Smash Hits ở Vương quốc Anh. Tại Ý, cô thực hiện một bài phỏng vấn ngắn trên chương trình truyền hình TRL Italy vào đầu năm 2000. Tại Úc, Spears xuất hiện trên Russell Gilbert Live và The House of Hits. Tại Hoa Kỳ, Spears bắt đầu chuyến lưu diễn (You Drive Me) Crazy Tour vào ngày 8 tháng 3, và được kết thúc bằng buổi hòa nhạc miễn phí tại Honolulu, Hawaii vào ngày 24 tháng 4, sau đó được phát sóng trên Fox như là chương trình truyền hình đặc biệt mang tên Britney Spears in Hawaii. Tại Nhật Bản, Spears tổ chức một sự kiện báo chí tại Kokusai Forum Hall ở Tokyo vào ngày 2 tháng 5, và Oops!... I Did It Again được phát hành vào ngày hôm sau. Spears có màn trình diễn bất ngờ tại Paris vào ngày 6 tháng 5. Sau đó, Spears tham gia phỏng vấn trên Late Night with Conan O'Brien vào ngày 10 tháng 5, dẫn chương trình và trình diễn trên Saturday Night Live vào ngày 13 tháng 5, và xuất hiện trên The Rosie O'Donnell Show hai ngày sau đó. Ngày 14 tháng 5, nữ ca sĩ xuất hiện tại trường quay của MTV tại Quảng trường Thời Đại trong hai giờ cho chương trình "Britney Live" và tổ chức một buổi nghe nhạc hậu Total Request Live mang tên "Britney's First Listen" vào ngày 16 tháng 5, ngày Oops!... I Did It Again được phát hành tại Hoa Kỳ. Cô cũng trình diễn trên The Tonight Show with Jay Leno vào ngày 23 tháng 5, và xuất hiện trong 25 Under 25 của Teen People vào ngày 26 tháng 5.
Để tiếp tục quảng bá cho Oops!... I Did It Again, Spears bắt tay thực hiện chuyến lưu diễn Oops!... I Did It Again Tour, dự kiến bắt đầu vào ngày 15 tháng 6 nhưng bắt đầu năm ngày sau đó, đi qua Bắc Mỹ vào mùa hè và Châu Âu vào mùa thu, trở thành chuyến lưu diễn châu Âu đầu tiên của Spears. Vào ngày 24 tháng 6, Spears xuất hiện trong một chiến dịch quảng cáo trên báo in và truyền hình cho dòng dầu gội Herbal Essences của Clairol. Spears còn thu âm một bài hát cho thương hiệu, có tựa đề "I've Got the Urge to Herbal", và được sử dụng cho những chiến dịch quảng bá trên đài phát thanh dài 60 giây và là một phần của video giới thiệu trước buổi hòa nhạc của chuyến lưu diễn, vốn được tài trợ bởi Herbal Essences. Trong chuyến lưu diễn, Spears tiếp tục xuất hiện và biểu diễn trên truyền hình để quảng bá album. Cô trình diễn "Oops!... I Did It Again" và "Lucky" trên All Access: Backstage with Britney của MTV, phát sóng ngày 19 tháng 7. Vào ngày 7 tháng 9, tại giải Video âm nhạc của MTV năm 2000 ở Thành phố New York tại Radio City Music Hall, Spears tạo nên một màn trình diễn đáng nhớ, trong đó nữ ca sĩ thể hiện bản hát lại "(I Can't Get No) Satisfaction" (1965) của The Rolling Stones và "Oops!... I Did It Again". Bắt đầu màn trình diễn trong bộ vest đen, Spears gây sốc cho khán giả và giới truyền thông khi xé toạc bộ vest để lộ ra một bộ trang phục màu da hở hang với hàng trăm viên pha lê Swarovski được đính lên đầy tính toán. Tại Tây Ban Nha, cô được phỏng vấn trên El Rayo, phát sóng ngày 8 tháng 9. Cô trình diễn "Stronger" tại giải thưởng âm nhạc Radio vào ngày 4 tháng 11, tại giải thưởng M6 vào ngày 17 tháng 11, và giải thưởng Âm nhạc Mỹ năm 2001 vào ngày 8 tháng 1 năm 2001. Cô trình diễn tại Rock in Rio ở Brazil vào ngày 18 tháng 1, đứng chung sân khấu chính với NSYNC.

## Đĩa đơn
Theo Billboard, Oops!... I Did It Again là một trong 15 album có thành tích tốt nhất thế kỷ 21 nhưng không có đĩa đơn nào đạt vị trí số một trên Billboard Hot 100 tính đến năm 2022; Bản hit duy nhất lọt vào top 10 của album là đĩa đơn chủ đạo "Oops!... I Did It Again" , đạt vị trí thứ chín. So với thành công vang dội của đĩa đơn đầu tay "...Baby One More Time", Jive Records nhìn nhận "Oops!... I Did It Again" là một sự thất vọng nhỏ. Bài hát đứng đầu bảng xếp hạng Mainstream Top 40, nắm giữ kỷ lục về số lượt bổ sung trên đài phát thanh nhiều nhất trong một ngày. "Oops!... I Did It Again" đứng đầu các bảng xếp hạng ở Úc, Bỉ, Canada, Ý, Hà Lan, New Zealand, Na Uy, Ba Lan, Romania, Tây Ban Nha, Thụy Điển, Thụy Sĩ và Vương quốc Anh. Video ca nhạc cho "Oops!... I Did It Again" bao gồm những cảnh Spears trên sao Hỏa với bộ trang phục đỏ bó sát mang tính biểu tượng về sau; Cô được một phi hành gia người Mỹ đến thăm, người trao cho cô viên ngọc hư cấu Trái tim của Đại dương, mà Rose đã ném xuống biển ở phần cuối của Titanic (1997).
"Lucky" được chọn làm đĩa đơn thứ hai từ Oops!... I Did It Again vào ngày 25 tháng 7 năm 2000 và nhận được phản ứng tích cực từ các nhà phê bình âm nhạc, trong đó họ coi đây là một trong những tác phẩm hay nhất của album. Về mặt thương mại, "Lucky" đứng đầu bảng xếp hạng ở Áo, Đức, Thụy Điển và Thụy Sĩ, đồng thời đạt vị trí thứ năm trên UK Singles Chart. Tại Hoa Kỳ, "Lucky" chỉ đạt vị trí thứ 23 trên Billboard Hot 100 và thứ chín trên Mainstream Top 40. Spears hóa thân thành người kể chuyện và một nữ diễn viên tên Lucky cho video ca nhạc của bài hát, nhằm khắc họa một ngôi sao điện ảnh u sầu và trải qua nhiều mâu thuẫn nội tâm trước sự nổi tiếng.
"Stronger" được phát hành dưới dạng đĩa đơn thứ ba từ Oops!... I Did It Again vào ngày 31 tháng 10 năm 2000. Đĩa đơn trở thành tác phẩm có thứ hạng cao thứ hai của album tại Hoa Kỳ, đạt vị trí thứ 11 trên Billboard Hot 100 và đứng đầu bảng xếp hạng Hot Singles Sales. "Stronger" đạt vị trí thứ bảy trên UK Singles Chart. Video ca nhạc của bài hát khắc họa việc Spears bắt quả tang bạn trai lừa dối cô tại một hộp đêm bàn xoay mang tính chất tương lai, sau đó lái xe bỏ đi, gặp tai nạn và hát dưới mưa, trong khi phân cảnh nhảy với ghế trong video được lấy cảm hứng từ video ca nhạc "The Pleasure Principle" của Janet Jackson.
"Don't Let Me Be the Last to Know" được phát hành như đĩa đơn thứ tư và cũng là cuối cùng của album vào ngày 12 tháng 3 năm 2001. Tại Hoa Kỳ, bài hát đạt thành tích dưới sự kỳ vọng, không thể lọt vào bảng xếp hạng Billboard. Tuy nhiên, bài hát đạt được thành công ở châu Âu, đứng đầu ở Rumani và lọt vào top 10 ở Áo, Ba Lan và Thụy Sĩ, trong khi bỏ lỡ top 10 ở Đức, Ireland, Thụy Điển và Vương quốc Anh, đạt vị trí thứ 12 ở tất cả thị trường trên. Video ca nhạc cho "Don't Let Me Be the Last to Know" lúc bấy giờ bị coi là quá gợi cảm, trong đó Spears có nhiều cảnh yêu đương với bạn trai của cô, do người mẫu Pháp Brice Durand thủ vai.

## Tiếp nhận chuyên môn
| Đánh giá chuyên môn        | Đánh giá chuyên môn |
| Điểm trung bình            | Điểm trung bình     |
| Nguồn                      | Đánh giá            |
| -------------------------- | ------------------- |
| Metacritic                 | 72/100              |
| Nguồn đánh giá             |                     |
| Nguồn                      | Đánh giá            |
| AllMusic                   | [ 9 ]               |
| The Austin Chronicle       | [ 47 ]              |
| Christgau's Consumer Guide | [ 48 ]              |
| Entertainment Weekly       | B                   |
| Dotmusic                   | 8/10                |
| Los Angeles Daily News     | [ 50 ]              |
| NME                        | 8/10                |
| Rolling Stone              | [ 16 ]              |
| Slant Magazine             | [ 51 ]              |
| Sonic.net                  | [ 52 ]              |

Tại Metacritic, chuyên trang thống kê điểm trung bình từ những bài đánh giá chuyên môn của các nhà phê bình chính thống, Oops!... I Did It Again nhận được 72 trên 100 điểm dựa trên dựa trên 12 bài đánh giá, đông nghĩa với "đánh giá nhìn chung là tích cực". Đánh giá album 4/5 sao, Stephen Thomas Erlewine của AllMusic chỉ ra rằng album "có sự kết hợp giữa những bản ballad tình cảm ngọt ngào và dance-pop đáng yêu đã tạo nên 'One More Time'," nhưng cũng nhận xét rằng, "Rất may, lần này cô và đội ngũ sản xuất của mình không chỉ sở hữu một loạt bài hát có tổng thể mạnh mẽ hơn, mà đôi khi họ còn bị cuốn theo phong cách thẩm mỹ chim ác, [...] mang lại nét riêng cho album, tách biệt với những bản dance-pop và ballad được trau chuốt kỹ lưỡng đóng vai trò là trung tâm của album. Cuối cùng, chính điều này làm cho album trở nên thú vị và thỏa mãn người nghe." Billboard viết rằng "'Oops!...' cho thấy cô đang phát triển một khía cạnh tâm hồn và chiều sâu cảm xúc mà không phải dựa vào những nốt cao gây vỡ kính," khen ngợi album vì liên tục đưa Spears vào vai một người phụ nữ trẻ đang tìm kiếm sức mạnh bên trong mình—và đó là một thông điệp tuyệt vời để truyền tải đến khán giả đa cảm." David Browne của Entertainment Weekly xếp hạng B cho album, viết rằng đĩa nhạc "một lần nữa nhắc nhở chúng ta rằng nhạc pop mới có thể là một luồng không khí mát mẻ trong căn phòng ngột ngạt."
Rob Sheffield của Rolling Stone xếp hạng 3.5 trên 5 sao cho album, gọi album là "miếng pho mát tuyệt vời của nhạc pop, với những đoạn hook hấp dẫn hơn nhiều so với 'N Sync hoặc BSB", đồng thời chia sẻ rằng "điều tuyệt vời của Oops!, dưới bề mặt phô mai, là sự phức tạp, khốc liệt và hết sức đáng sợ, khiến cô trở thành một đứa trẻ thực sự của nhạc rock & roll." Một tác giả của NME báo cáo rằng "cô ấy là sự hoàn hảo của nhạc pop đương đại được hiện thực hóa dưới hình dạng gần giống con người", nhận xét rằng "cô đã làm được điều đó một lần nữa." Lennat Mak của MTV Asia gọi đây là "album thứ hai xuất sắc", viết rằng Spears "được trang bị vẻ ngoài trưởng thành và đầy dặn hơn của một ngôi sao nhạc pop, những bài hát mạnh mẽ và bắt tai hơn, và tất nhiên, được xuất hiện rộng rãi trên các phương tiện truyền thông." Andy Battaglia của Salon gọi đây là "một kiệt tác không phải vì thông điệp album mà đến từ cách những quy ước của nhạc pop tiêu chuẩn được áp dụng."
Trang web The A.V. Club đưa ra quan điểm trái chiều, gọi album "nhạt nhẽo như miếng pho mát dư thừa, tự tái chế ở mọi góc độ bằng việc thu hút sáng tác từ những tên tuổi thiếu chiều sâu như Diane Warren và những người Thụy Điển." Nhiều đánh giá tiêu cực cho rằng album thiếu chiều sâu. Los Angeles Daily News gọi album là "nông cạn một cách rõ ràng" trong khi Slant Magazine viết rằng album là "thứ rác rưởi dùng một lần được xử lý chặt chẽ, nhưng Spears thậm chí còn không đủ cá tính để cứu vãn điều đó."

## Thành tựu
| 2000 | Giải Artist Direct            | CD Turn-It-Up được yêu thích                                 | Đề cử     |
| 2000 | Giải thưởng Âm nhạc Billboard | Doanh số Một tuần Lớn nhất của một Nghệ sĩ Nữ                | Đoạt giải |
| 2000 | Giải thưởng Âm nhạc Billboard | Nghệ sĩ Album của năm                                        | Đoạt giải |
| 2001 | Giải thưởng Âm nhạc Mỹ        | Album Pop/Rock được yêu thích nhất                           | Đề cử     |
| 2001 | giải Grammy                   | Album giọng pop xuất sắc nhất                                | Đề cử     |
| 2001 | Giải Juno                     | Album bán chạy nhất (Quốc tế và Trong nước)                  | Đề cử     |
| 2001 | Kỷ lục Guinness Thế giới      | Album tiêu thụ nhanh nhất của một nghệ sĩ thiếu niên hát đơn | Đoạt giải |

## Thành tích thương mại
Tại Hoa Kỳ, Oops!... I Did It Again bán được 500,000 bản trong ngày đầu phát hành. Album ra mắt ở vị trí số một trên bảng xếp hạng Billboard 200, với doanh số tuần đầu đạt 1,319,193 bản, trở thành album tiêu thụ nhanh nhất của một nữ nghệ sĩ kể từ khi Nielsen SoundScan bắt đầu theo dõi doanh số tiêu thụ vào năm 1991. Ngoài ra, Spears cũng giữ kỷ lục là nữ nghệ sĩ có doanh số tuần đầu cao nhất. Kỷ lục này tồn tại trong 15 năm, và chỉ bị vượt qua vào tháng 11 năm 2015 bởi album 25 của Adele, với 3.38 triệu album được bán ra tại Hoa Kỳ trong tuần đầu. Album rơi xuống vị trí á quân trong tuần thứ hai, với thêm 612,000 bản được bán ra, sau đó giữ vị trí này trong 15 tuần liên tiếp. Đến tuần thứ năm ra mắt, Oops!... I Did It Again đã bán được hơn ba triệu bản và vượt qua con số năm triệu bản vào tháng 8. Vào tuần thứ 17 trên bảng xếp hạng, album được chứng nhận bảy đĩa Bạch kim bởi Hiệp hội Công nghiệp Ghi âm Hoa Kỳ (RIAA) cho bảy triệu bản được tiêu thụ. Album trải qua 84 tuần trên Billboard 200, 31 tuần trên Bảng xếp hạng Album Canada và hai tuần trên Catalog Albums. Oops!... I Did It Again ra mắt ở vị trí thứ 82 trên Top 100 Album Châu Âu, và nhanh chóng đạt vị trí số một; album đã bán được hơn bốn triệu bản ở châu Âu, được chứng nhận bốn đĩa Bạch kim bởi Liên đoàn Công nghiệp ghi âm Quốc tế (IPFI). Oops!... I Did It Again đạt vị trí thứ hai trên Bảng xếp hạng Album Vương quốc Anh, bán được 88,000 bản trong tuần đầu phát hành; đĩa hát trụ vững ở top 5 trong bốn tuần. Album ra mắt ở vị trí số một tại Canada, bán được 95,275 bản trong tuần đầu.
Oops!... I Did It Again đứng đầu Bảng xếp hạng Album Pháp và Top 100 Offizielle của Đức, đồng thời được chứng nhận ba đĩa Bạch kim bởi Ngành Công nghiệp ghi âm Anh (BPI), đĩa Vàng kép bởi Tổ chức Xuất bản Âm thanh Quốc gia Pháp (SNEP) và ba đĩa Bạch kim bởi Hiệp hội Công nghiệp Âm nhạc Liên bang Đức (BVMI) với lượng đơn hàng đến nhà bán lẻ lần lượt đạt 900,000 bản, 200,000 bản và 900,000 bản. Ngoài ra, album còn ra mắt ở vị trí thứ hai trên Bảng xếp hạng Album Úc và có mười tuần trong top 20, và trở thành album bán chạy thứ 14 trong năm 2000 và được chứng nhận hai đĩa Bạch kim bởi Hiệp hội Công nghiệp Ghi âm Úc (ARIA) vào năm sau khi được vận chuyển 140,000 bản đến các nhà bán lẻ. Oops!... I Did It Again mở màn ở vị trí thứ ba trên Bảng xếp hạng Album New Zealand và được chứng nhận Vàng chỉ sau một tuần.  Hiệp hội Công nghiệp Ghi âm New Zealand (RIANZ) cuối cùng đã chứng nhận album hai đĩa Bạch kim. Oops!... I Did It Again trở thành album bán chạy thứ ba năm 2000 tại Hoa Kỳ, bán được 7,893,544 bản theo Nielsen SoundScan và là album có thành tích tốt thứ tư theo Billboard cuối năm 2000. Vào ngày 24 tháng 1 năm 2005, album được chứng nhận đĩa Kim cương bởi Hiệp hội Công nghiệp Ghi âm Hoa Kỳ (RIAA). Ngoài ra, album còn đứng ở vị trí thứ 27 trong danh sách album bán chạy nhất mọi thời đại của BMG Music Club với 1.21 triệu bản, xếp sau The Woman in Me của Shania Twain (1.24 triệu) và Nevermind của Nirvana (1.24 triệu). Tính đến tháng 7 năm 2009, album bán được 9,184,000 bản tại Hoa Kỳ, không bao gồm các bản được bán qua câu lạc bộ, chẳng hạn như BMG Music Service. Trên toàn thế giới, Oops!... I Did It Again bán được 2.5 triệu bản trong tuần đầu (doanh số tuần đầu cao thứ hai của một nghệ sĩ nữ trên toàn cầu) và bán được 15 triệu bản vào cuối năm. Đây là album bán chạy nhất của nghệ sĩ nữ và là album bán chạy thứ 3 năm 2000. Album bán được 20 triệu bản trên toàn cầu, trở thành một trong những album bán chạy nhất mọi thời đại.

## Tranh cãi
Nhạc sĩ Michael Cottril và Lawrence Wnukowski đã đệ đơn kiện Spears, Zomba Recording Corporation, Jive Records, Wright Entertainment Group và BMG Music Publishing về vấn đề bản quyền, cho rằng "What U See (Is What U Get)" và "Can't Make You Love Me" của Spears "gần như giống hệt" với một trong những bài hát của họ. Cottrill và Wnukowski tuyên bố rằng họ là tác giả, thu âm và đăng ký bản quyền một bài hát có tên "What You See Is What You Get" vào năm 1999 cho một trong những đại diện của Spears để xem xét cho một album trong tương lai, mặc dù sau đó đã bị từ chối. Vụ việc về sau bị bác bỏ khi phán quyết cho rằng họ thiếu bằng chứng đầy đủ và "không có đủ điểm tương đồng giữa hai bài hát để chứng minh vấn đề vi phạm bản quyền."

## Danh sách bài hát
| Oops!... I Did It Again – Phiên bản tại Bắc Mĩ | Oops!... I Did It Again – Phiên bản tại Bắc Mĩ | Oops!... I Did It Again – Phiên bản tại Bắc Mĩ    | Oops!... I Did It Again – Phiên bản tại Bắc Mĩ | Oops!... I Did It Again – Phiên bản tại Bắc Mĩ |
| STT                                            | Nhan đề                                        | Sáng tác                                          | Sản xuất                                       | Thời lượng                                     |
| ---------------------------------------------- | ---------------------------------------------- | ------------------------------------------------- | ---------------------------------------------- | ---------------------------------------------- |
| 1.                                             | "Oops!... I Did It Again"                      | Max Martin Rami                                   | Martin Rami                                    | 3:31                                           |
| 2.                                             | "Stronger"                                     | Martin Rami                                       | Martin Rami                                    | 3:23                                           |
| 3.                                             | "Don't Go Knockin' on My Door"                 | Martin Rami Jake Schulze Alexander Kronlund       | Jake Rami                                      | 3:43                                           |
| 4.                                             | "(I Can't Get No) Satisfaction"                | Mick Jagger Keith Richards                        | Rodney Jerkins                                 | 4:28                                           |
| 5.                                             | "Don't Let Me Be the Last to Know"             | Robert John "Mutt" Lange Shania Twain Keith Scott | Lange                                          | 3:50                                           |
| 6.                                             | "What U See (Is What U Get)"                   | Per Magnusson David Kreuger Jörgen Elofsson Rami  | Magnusson Kreuger Rami                         | 3:36                                           |
| 7.                                             | "Lucky"                                        | Martin Rami Kronlund                              | Martin Rami                                    | 3:25                                           |
| 8.                                             | "One Kiss from You"                            | Steve Lunt                                        | Lunt Larry "Rock" Campbell                     | 3:23                                           |
| 9.                                             | "Where Are You Now"                            | Martin Andreas Carlsson                           | Martin Rami                                    | 4:39                                           |
| 10.                                            | "Can't Make You Love Me"                       | Kristian Lundin Carlsson Martin                   | Lundin Jake                                    | 3:16                                           |
| 11.                                            | "When Your Eyes Say It"                        | Diane Warren                                      | Lunt Robert "Esmail" Jazayeri Paul Umbach [a]  | 4:30                                           |
| 12.                                            | "Dear Diary"                                   | Britney Spears Jason Blume Eugene Wilde           | Timmy Allen Barry J. Eastmond                  | 2:46                                           |
| Tổng thời lượng:                               | Tổng thời lượng:                               | Tổng thời lượng:                                  | Tổng thời lượng:                               | 44:37                                          |

| Oops!... I Did It Again – Phiên bản quốc tế | Oops!... I Did It Again – Phiên bản quốc tế | Oops!... I Did It Again – Phiên bản quốc tế | Oops!... I Did It Again – Phiên bản quốc tế | Oops!... I Did It Again – Phiên bản quốc tế |
| STT                                         | Nhan đề                                     | Sáng tác                                    | Sản xuất                                    | Thời lượng                                  |
| ------------------------------------------- | ------------------------------------------- | ------------------------------------------- | ------------------------------------------- | ------------------------------------------- |
| 11.                                         | "When Your Eyes Say It"                     | Warren                                      | Lunt Jazayeri Umbach [a]                    | 4:06                                        |
| 12.                                         | "Girl in the Mirror"                        | Elofsson                                    | Magnusson Kreuger                           | 4:06                                        |
| 13.                                         | "Dear Diary"                                | Spears Blume Wilde                          | Allen Eastmond                              | 2:46                                        |
| Tổng thời lượng:                            | Tổng thời lượng:                            | Tổng thời lượng:                            | Tổng thời lượng:                            | 48:24                                       |

| Oops!... I Did It Again – Phiên bản tại Châu Á | Oops!... I Did It Again – Phiên bản tại Châu Á | Oops!... I Did It Again – Phiên bản tại Châu Á | Oops!... I Did It Again – Phiên bản tại Châu Á | Oops!... I Did It Again – Phiên bản tại Châu Á |
| STT                                            | Nhan đề                                        | Sáng tác                                       | Sản xuất                                       | Thời lượng                                     |
| ---------------------------------------------- | ---------------------------------------------- | ---------------------------------------------- | ---------------------------------------------- | ---------------------------------------------- |
| 11.                                            | "When Your Eyes Say It"                        | Warren                                         | Lunt Jazayeri Umbach [a]                       | 4:06                                           |
| 12.                                            | "Girl in the Mirror"                           | Elofsson                                       | Magnusson Kreuger                              | 3:36                                           |
| 13.                                            | "You Got It All"                               | Rupert Holmes                                  | Eric Foster White                              | 4:40                                           |
| 14.                                            | "Dear Diary"                                   | Spears Blume Wilde                             | Allen Eastmond                                 | 2:46                                           |
| Tổng thời lượng:                               | Tổng thời lượng:                               | Tổng thời lượng:                               | Tổng thời lượng:                               | 52:33                                          |

| Oops!... I Did It Again – Phiên bản tại Nhật Bản, Úc, Mexico, châu Á và bản đặc biệt tại Vương quốc Anh | Oops!... I Did It Again – Phiên bản tại Nhật Bản, Úc, Mexico, châu Á và bản đặc biệt tại Vương quốc Anh | Oops!... I Did It Again – Phiên bản tại Nhật Bản, Úc, Mexico, châu Á và bản đặc biệt tại Vương quốc Anh | Oops!... I Did It Again – Phiên bản tại Nhật Bản, Úc, Mexico, châu Á và bản đặc biệt tại Vương quốc Anh | Oops!... I Did It Again – Phiên bản tại Nhật Bản, Úc, Mexico, châu Á và bản đặc biệt tại Vương quốc Anh |
| STT | Nhan đề                                                                                                 | Sáng tác                                                                                                | Sản xuất                                                                                                | Thời lượng                                                                                              |
| --- | --- | --- | --- | --- |
| 11. | "When Your Eyes Say It"                                                                                 | Warren                                                                                                  | Lunt Jazayeri Umbach [a]                                                                                | 4:06 |
| 12. | "Girl in the Mirror"                                                                                    | Elofsson                                                                                                | Magnusson Kreuger                                                                                       | 3:36 |
| 13. | "You Got It All"                                                                                        | Holmes                                                                                                  | White                                                                                                   | 4:10 |
| 14. | "Heart"                                                                                                 | George Teren Wilde                                                                                      | Lunt Campbell                                                                                           | 3:31 |
| 15. | "Dear Diary"                                                                                            | Spears Blume Wilde                                                                                      | Allen Eastmond                                                                                          | 2:46 |
| Tổng thời lượng:                                                                                        | Tổng thời lượng:                                                                                        | Tổng thời lượng:                                                                                        | Tổng thời lượng:                                                                                        | 55:34                                                                                                   |

| Oops!... I Did It Again – Phiên bản kỷ niệm 25 năm | Oops!... I Did It Again – Phiên bản kỷ niệm 25 năm                                      | Oops!... I Did It Again – Phiên bản kỷ niệm 25 năm | Oops!... I Did It Again – Phiên bản kỷ niệm 25 năm | Oops!... I Did It Again – Phiên bản kỷ niệm 25 năm |
| STT                                                | Nhan đề                                                                                 | Sáng tác                                           | Sản xuất                                           | Thời lượng                                         |
| -------------------------------------------------- | --------------------------------------------------------------------------------------- | -------------------------------------------------- | -------------------------------------------------- | -------------------------------------------------- |
| 13.                                                | "Girl in the Mirror"                                                                    | Elofsson                                           | Magnusson Kreuger                                  | 3:36                                               |
| 14.                                                | "You Got It All"                                                                        | Holmes                                             | White                                              | 4:10                                               |
| 15.                                                | "Heart"                                                                                 | George Teren Wilde                                 | Lunt Campbell                                      | 3:31                                               |
| 16.                                                | "Walk On By"                                                                            |                                                    |                                                    |                                                    |
| 17.                                                | "Oops!... I Did It Again" (Riprock 'n' Alex G. Oops! We Remixed It Again!) (Radio Edit) | Martin Yacoub                                      |                                                    |                                                    |
| 18.                                                | "Lucky" (Jack D. Elliot Radio Mix)                                                      | Martin Yacoub Kronlund                             |                                                    |                                                    |
| 19.                                                | "Stronger" (Miguel Migs Vocal Edit)                                                     | Martin Yacoub                                      |                                                    |                                                    |
| 20.                                                | "Don't Let Me Be the Last to Know" (Thunderpuss Radio Mix)                              | Lange Twain Scott                                  |                                                    |                                                    |
| 21.                                                | "Stronger" (Adamusic Remix)                                                             | Martin Yacoub                                      |                                                    |                                                    |
| 22.                                                | "Oops!... I Did It Again" (Pessto Remix)                                                | Martin Yacoub                                      |                                                    |                                                    |
| Tổng thời lượng:                                   | Tổng thời lượng:                                                                        | Tổng thời lượng:                                   | Tổng thời lượng:                                   | 55:34                                              |

| Oops!... I Did It Again – Phiên bản đặc biệt tại Úc (CD kèm theo) | Oops!... I Did It Again – Phiên bản đặc biệt tại Úc (CD kèm theo) | Oops!... I Did It Again – Phiên bản đặc biệt tại Úc (CD kèm theo) |
| STT                                                               | Nhan đề                                                           | Thời lượng                                                        |
| ----------------------------------------------------------------- | ----------------------------------------------------------------- | ----------------------------------------------------------------- |
| 1.                                                                | "Don't Let Me Be the Last to Know" (bản album)                    | 3:50                                                              |
| 2.                                                                | "Don't Let Me Be the Last to Know" (Hex Hector Radio Mix)         | 4:01                                                              |
| 3.                                                                | "Don't Let Me Be the Last to Know" (Hex Hector Club Mix)          | 10:12                                                             |
| 4.                                                                | "Stronger" (MacQuayle Mx Show Edit)                               | 5:21                                                              |
| 5.                                                                | "Stronger" (Pablo La Rosa's Tranceformation)                      | 7:21                                                              |
| 6.                                                                | "Oops!... I Did It Again" (bản video)                             | 4:11                                                              |
| 7.                                                                | "Lucky" (bản video)                                               | 4:07                                                              |
| 8.                                                                | "Stronger" (bản video)                                            | 3:37                                                              |
| 9.                                                                | "Don't Let Me Be the Last to Know" (bản video)                    | 3:51                                                              |
| Tổng thời lượng:                                                  | Tổng thời lượng:                                                  | 30:52                                                             |

| Oops!... I Did It Again – Phiên bản đặc biệt tại châu Á (VCD tăng cường) | Oops!... I Did It Again – Phiên bản đặc biệt tại châu Á (VCD tăng cường) | Oops!... I Did It Again – Phiên bản đặc biệt tại châu Á (VCD tăng cường) |
| STT                                                                      | Nhan đề                                                                  | Thời lượng                                                               |
| ------------------------------------------------------------------------ | ------------------------------------------------------------------------ | ------------------------------------------------------------------------ |
| 1.                                                                       | "Oops!... I Did It Again" (Video)                                        | 4:20                                                                     |
| 2.                                                                       | "Lucky" (Video)                                                          | 4:14                                                                     |
| 3.                                                                       | "Stronger" (Video)                                                       | 3:47                                                                     |
| 4.                                                                       | "Oops!... I Did It Again" (Karaoke)                                      | 4:17                                                                     |
| 5.                                                                       | "Lucky" (Karaoke)                                                        | 4:18                                                                     |
| 6.                                                                       | "Stronger" (Karaoke)                                                     | 3:46                                                                     |
| Tổng thời lượng:                                                         | Tổng thời lượng:                                                         | 25:25                                                                    |

Chú thích
- ^a  nghĩa là sản xuất phần giọng hát

## Thành phần thực hiện
Thành phần thực hiện được trích từ ghi chú của Oops!... I Did It Again.
- Gloria Agostini – hạc cầm
- Amahid Ajemian – vĩ cầm
- Sanford Allen – vĩ cầm
- Timmy Allen – sản xuất
- John Amatiello – kỹ sư
- Therese Ancker – giọng nền
- Darryl Anthony – giọng nền
- Stephanie Baer – giọng nền, vĩ cầm trầm
- Julien Barber – vĩ cầm trầm
- Sandra Billingslea – vĩ cầm
- Charlotte Björkman – giọng nền
- Elan Bongiorno – trang điểm
- Alfred Bosco – hỗ trợ kỹ sư
- Alfred V. Brown – dàn nhạc, vĩ cầm trầm
- Bobby Brown – hỗ trợ kỹ sư
- Larry "Rock" Campbell – bass, lập trình trống, guitar, sản xuất
- Johan Carlberg – guitar
- Cory Churko – lập trình
- Kevin Churko – lập trình
- Tom Coyne – master
- Marji Danilow – bass
- Tim Donovan – kỹ sư
- Barry J. Eastmond – chỉ huy dàn nhạc, kỹ sư, đàn phím, cải biên dàn nhạc, piano, sản xuất
- Michel Gallone – kỹ sư, kỹ sư phối khí
- Winterton Garvey – vĩ cầm
- Eric Gast – kỹ sư
- Dan Gellert – kỹ sư
- Stephen George – kỹ sư phối khí
- Nigel Green – phối khí
- Nikki Gregoroff – giọng nền
- Joyce Hammann – vĩ cầm
- Nana Hedin – giọng nền
- Richard Henrickson – nhạc trưởng, vĩ cầm
- Hayley Hill – nhà tạo mẫu
- Ashley Horne – vĩ cầm
- Stanley Hunte – vĩ cầm
- Regis Iandiorio – vĩ cầm
- Jake – đàn phím, kỹ sư phối khí, sản xuất, lập trình
- Robert "Esmail" Jazayeri – lập trình trống, đàn phím, sản xuất
- Rodney Jerkins – kỹ sư, kỹ sư phối khí, sản xuất, cải biên giọng hát
- Kali – tạo mẫu tóc
- Olivia Koppell – vĩ cầm trầm
- David Kreuger – đàn phím, kỹ sư phối khí, sản xuất, lập trình
- Robert John "Mutt" Lange – sản xuất
- Jeanne LeBlanc – cello
- Jesse Levy – cello
- Thomas Lindberg – bass
- Kristian Lundin – đàn phím, kỹ sư phối khí, sản xuất, lập trình
- Steve Lunt – A&R, sản xuất, sáng tác, cải biên dàn dây
- Margaret Magill – vĩ cầm
- Per Magnusson – đàn phím, kỹ sư phối khí, sản xuất, lập trình
- Audrey Martells – giọng nền
- Max Martin – đàn phím, kỹ sư phối khí, sản xuất, lập trình, giọng hát
- Harvey Mason, Jr. – kỹ sư
- Harvey Mason, Sr. – biên tập
- Charles McCrorey – kỹ sư, hỗ trợ kỹ sư
- William Meade – phối hợp dàn dây
- Richard Meyer – lập trình
- Kermit Moore – cello
- Eugene J. Moye – cello
- Jackie Murphy – chỉ đạo nghệ thuật, thiết kế
- Esbjörn Öhrwall – guitar
- Jeanette Olsson – giọng nền
- Gene Orloff – vĩ cầm
- Flip Osman – hỗ trợ kỹ sư
- Nora Payne – giọng nền
- Marion Pinhiero – vĩ cầm
- Jon Ragel – nhiếp ảnh
- Rami – đàn phím, kỹ sư phối khí, sản xuất, lập trình
- Maxine Roach – vĩ cầm trầm
- Anthony Ruotolo – hỗ trợ kỹ sư
- Mark Seliger – nhiếp ảnh
- Dexter Simmons – kỹ sư phối khí
- Jeanette Söderholm – giọng nền
- Britney Spears – lên ý tưởng, sáng tác, giọng hát
- Shane Stoneback – hỗ trợ kỹ sư
- Judith Sugarman – bass
- Marti Sweet – vĩ cầm
- Gerald Tarack – vĩ cầm
- Chris Tergesen – kỹ sư dàn dây
- Michael Thompson – guitar
- Chris Trevett – kỹ sư, kỹ sư phối khí, kỹ sư giọng hát
- Michael Tucker – kỹ sư giọng hát
- Andres Von Hofsten – giọng nền
- Belinda Whitney-Barratt – vĩ cầm
- Clayton Wood – hỗ trợ kỹ sư
- Kent Wood – đàn phím
- Nina Woodford – giọng nền
- Johnny Wright – quản lý
- Mona Yacoub – giọng nền
- Harry Zaratzian – vĩ cầm trầm
- Xin Zhao – vĩ cầm

## Xếp hạng
| Bảng xếp hạng (2000)                     | Vị trí cao nhất |
| ---------------------------------------- | --------------- |
| Album Argentina (CAPIF)                  | 1               |
| Album Úc (ARIA)                          | 2               |
| Album Áo (Ö3 Austria)                    | 1               |
| Album Bỉ (Ultratop Vlaanderen)           | 1               |
| Album Bỉ (Ultratop Wallonie)             | 1               |
| Album Canada (RPM)                       | 1               |
| Album Colombia (ASINCOL)                 | 1               |
| Album Cộng hòa Séc (ČNS IFPI)            | 4               |
| Album Đan Mạch (Hitlisten)               | 1               |
| Album Hà Lan (Album Top 100)             | 1               |
| Châu Âu (Music & Media)                  | 1               |
| Album Phần Lan (Suomen virallinen lista) | 2               |
| Album Pháp (SNEP)                        | 1               |
| Album Đức (Offizielle Top 100)           | 1               |
| Album Hy Lạp (IFPI)                      | 1               |
| Album Hungary (MAHASZ)                   | 1               |
| Album Iceland (Tónlist)                  | 1               |
| Album Ireland (IRMA)                     | 3               |
| Album Ý (FIMI)                           | 5               |
| Album Nhật Bản (Oricon)                  | 4               |
| Album Malaysia (RIM)                     | 2               |
| Album New Zealand (RMNZ)                 | 2               |
| Album Na Uy (VG-lista)                   | 1               |
| Album Ba Lan (ZPAV)                      | 10              |
| Album Bồ Đào Nha (AFP)                   | 1               |
| Album Scotland (OCC)                     | 1               |
| Album Singapore (SPVA)                   | 1               |
| Album Slovakia (IFPI)                    | 4               |
| Album Tây Ban Nha (PROMUSICAE)           | 2               |
| Album Thụy Điển (Sverigetopplistan)      | 1               |
| Album Thụy Sĩ (Schweizer Hitparade)      | 1               |
| Album Anh Quốc (OCC)                     | 2               |
| Album Anh Quốc Independent (OCC)         | 1               |
| Album Hoa Kỳ Billboard 200               | 1               |

| Bảng xếp hạng (2000)  | Vị trí |
| --------------------- | ------ |
| Album Hàn Quốc (RIAK) | 4      |

| Bảng xếp hạng (2000)                     | Vị trí |
| ---------------------------------------- | ------ |
| Album Úc (ARIA)                          | 14     |
| Album Áo (Ö3 Austria)                    | 5      |
| Album Bỉ (Ultratop Flanders)             | 8      |
| Album Bỉ (Ultratop Wallonia)             | 3      |
| Album Canada (Nielsen SoundScan)         | 2      |
| Album Đan Mạch (Hitlisten)               | 16     |
| Album Hà Lan (MegaCharts)                | 13     |
| Châu Âu (Billboard)                      | 3      |
| Album Phần Lan (Suomen virallinen lista) | 10     |
| Album Pháp (SNEP)                        | 20     |
| Album Đức (Offizielle Top 100)           | 3      |
| Album Nhật Bản (Oricon)                  | 86     |
| Album New Zealand (RMNZ)                 | 13     |
| Album Hàn Quốc (MIAK International)      | 10     |
| Album Tây Ban Nha (AFYVE)                | 27     |
| Album Thụy Điển (Sverigetopplistan)      | 5      |
| Album Thụy Sĩ (Schweizer Hitparade)      | 4      |
| Album Anh Quốc (OCC)                     | 19     |
| Hoa Kỳ Billboard 200                     | 4      |
| Album Quốc tế (IFPI)                     | 3      |
| Bảng xếp hạng (2001)                     | Vị trí |
| Album Áo (Ö3 Austria)                    | 68     |
| Album Bỉ (Ultratop Flanders)             | 75     |
| Album Bỉ (Ultratop Wallonia)             | 89     |
| Album Canada (Nielsen SoundScan)         | 105    |
| Châu Âu (Billboard)                      | 60     |
| Album Pháp (SNEP)                        | 129    |
| Album Đức (Offizielle Top 100)           | 69     |
| Album Thụy Sĩ (Schweizer Hitparade)      | 50     |
| Album Anh Quốc (OCC)                     | 162    |
| Hoa Kỳ Billboard 200                     | 28     |

| Bảng xếp hạng (2000–2009) | Vị trí |
| ------------------------- | ------ |
| Hoa Kỳ Billboard 200      | 6      |

| Bảng xếp hạng             | Vị trí |
| ------------------------- | ------ |
| Hoa Kỳ Billboard 200 (Nữ) | 64     |

## Chứng nhận
| Quốc gia                                                                           | Chứng nhận  | Số đơn vị/doanh số chứng nhận |
| ---------------------------------------------------------------------------------- | ----------- | ----------------------------- |
| Argentina (CAPIF)                                                                  | Bạch kim    | 60.000^                       |
| Úc (ARIA)                                                                          | 3× Bạch kim | 210.000^                      |
| Áo (IFPI Áo)                                                                       | 2× Bạch kim | 100.000*                      |
| Bỉ (BEA)                                                                           | 3× Bạch kim | 150.000*                      |
| Brasil (Pro-Música Brasil)                                                         | Vàng        | 250,000                       |
| Canada (Music Canada)                                                              | 5× Bạch kim | 710,044                       |
| Đan Mạch (IFPI Đan Mạch)                                                           | —           | 47,621                        |
| Phần Lan (Musiikkituottajat)                                                       | Bạch kim    | 54,274                        |
| Pháp (SNEP)                                                                        | Bạch kim    | 300.000*                      |
| Đức (BVMI)                                                                         | 3× Bạch kim | 1.500.000^                    |
| Hungary (Mahasz)                                                                   | Vàng        | 10.000^                       |
| Ý (FIMI) Doanh số năm 2000                                                         | —           | 100,000                       |
| Nhật Bản (RIAJ)                                                                    | Bạch kim    | 242,400                       |
| Malaysia (RIM)                                                                     | Bạch kim    | 25,000                        |
| México (AMPROFON)                                                                  | 2× Bạch kim | 300.000^                      |
| Hà Lan (NVPI)                                                                      | 2× Bạch kim | 160.000^                      |
| New Zealand (RMNZ)                                                                 | 2× Bạch kim | 30.000^                       |
| Na Uy (IFPI)                                                                       | Bạch kim    | 50.000*                       |
| Ba Lan (ZPAV)                                                                      | Bạch kim    | 100.000*                      |
| Hàn Quốc (KMCA)                                                                    | —           | 263,068                       |
| Tây Ban Nha (PROMUSICAE)                                                           | 2× Bạch kim | 200.000^                      |
| Thụy Điển (GLF)                                                                    | Bạch kim    | 130,000                       |
| Thụy Sĩ (IFPI)                                                                     | 2× Bạch kim | 100.000^                      |
| Anh Quốc (BPI)                                                                     | 3× Bạch kim | 917,000                       |
| Hoa Kỳ (RIAA)                                                                      | Kim cương   | 10,411,000                    |
| Uruguay (CUD)                                                                      | Bạch kim    | 6.000^                        |
| Tổng hợp                                                                           |             |                               |
| Châu Âu (IFPI)                                                                     | 4× Bạch kim | 4.000.000*                    |
| Toàn cầu                                                                           | —           | 20,000,000                    |
| * Chứng nhận dựa theo doanh số tiêu thụ. ^ Chứng nhận dựa theo doanh số nhập hàng. |             |                               |

## Lịch sử phát hành
| Khu vực        | Ngày             | Định dạng                                 | Phiên bản      | Hãng đĩa  | Ct.     |
| -------------- | ---------------- | ----------------------------------------- | -------------- | --------- | ------- |
| Nhật           | 3 tháng 5, 2000  | CD                                        | Tiêu chuẩn     | Avex Trax | [ 207 ] |
| Úc             | 15 tháng 5, 2000 | CD                                        | Tiêu chuẩn     | BMG       | [ 108 ] |
| Đức            | 15 tháng 5, 2000 | CD                                        | Tiêu chuẩn     | BMG       | [ 208 ] |
| Vương quốc Anh | 15 tháng 5, 2000 | Cassette CD                               | Tiêu chuẩn     | Jive      | [ 209 ] |
| Canada         | 16 tháng 5, 2000 | CD                                        | Tiêu chuẩn     | BMG       | [ 210 ] |
| Hoa Kỳ         | 16 tháng 5, 2000 | Cassette CD                               | Tiêu chuẩn     | Jive      | [ 211 ] |
| Vương quốc Anh | 9 tháng 10, 2000 | CD                                        | Đặc biệt       | Jive      | [ 212 ] |
| Úc             | 23 tháng 3, 2001 | CD+VCD                                    | Đặc biệt       | BMG       | [ 108 ] |
| Hoa Kỳ         | 26 tháng 4, 2019 | Đĩa than (Độc quyền tại Urban Outfitters) | Tiêu chuẩn     | Legacy    | [ 213 ] |
| Nhiều          | 14 tháng 8, 2020 | Đĩa than                                  | Tiêu chuẩn     | Legacy    | [ 214 ] |
| Hoa Kỳ         | 14 tháng 8, 2020 | Cassette (Độc quyền tại Urban Outfitters) | Tiêu chuẩn     | Legacy    | [ 215 ] |
| Úc             | 31 tháng 3, 2023 | Đĩa than (Màu Neon violet)                | Tiêu chuẩn     | Sony      | [ 216 ] |
| Đức            | 31 tháng 3, 2023 | Đĩa than (Màu Neon violet)                | Tiêu chuẩn     | Sony      | [ 217 ] |
| Mexico         | 31 tháng 3, 2023 | Đĩa than (Màu Neon violet)                | Tiêu chuẩn     | Sony      | [ 218 ] |
| Ba Lan         | 31 tháng 3, 2023 | Đĩa than (Màu Neon violet)                | Tiêu chuẩn     | Sony      | [ 219 ] |
| Vương quốc Anh | 31 tháng 3, 2023 | Đĩa than (Màu Neon violet)                | Tiêu chuẩn     | Sony      | [ 220 ] |
| Hoa Kỳ         | 31 tháng 3, 2023 | Đĩa than (Màu đen)                        | Tiêu chuẩn     | Legacy    | [ 221 ] |
| Hoa Kỳ         | 16 tháng 5, 2025 | 2x Đĩa than (Màu đen)                     | Kỷ niệm 25 năm | Legacy    | [ 222 ] |
| Pháp           | 16 tháng 5, 2025 | 2x Đĩa than (Màu đen)                     | Kỷ niệm 25 năm | Legacy    | [ 223 ] |